# La Bordeta (Sants-Montjuïc)
|  | Per a altres significats, vegeu «La Bordeta». |

La Bordeta és un barri del districte de Sants-Montjuïc de la ciutat de Barcelona. El barri és entre els barris de Sants-Badal, Sants, Hostafrancs, La Font de la Guatlla, La Marina de Sants (connecta amb La Marina del Port) i el de Santa Eulàlia (a L'Hospitalet de Llobregat), a la part baixa de l'antic municipi independent de Santa Maria de Sants, del qual formava part des del 1857. El 1897 tot el municipi de Santa Maria de Sants (popularment conegut com a Sants) va ser annexionat a la ciutat de Barcelona. Era una zona mixta d'habitatges i petits tallers industrials, sense comptar l'antiga fàbrica de Joan Batlló, coneguda com a Can Batlló.

Districte de Sants-Montjuïc

La Bordeta va néixer d'un antic edifici al peu del camí i al costat de la Riera Blanca, que al segle xvi servia d'hostal. En aquest barri acolliren la primera arribada d'obrers industrials quan la ciutat va començar la primera industrialització.
En els darrers anys, s'hi reurbanitza la Plaça Cerdà i el seu entorn. Aquestes transformacions han estat criticades des de diverses associacions de veïns de la zona.

## Història[1][3]
La història del barri està estretament relacionada amb la del municipi de Sants i amb la resta del traçat de la carretera que unia Barcelona amb Tarragona (carreteres de la Bordeta i de Santa Eulàlia).

### La Via Augusta
El carrer principal del barri, l'antiga carretera de la Bordeta, avui dividida entre els carrers de la Bordeta, Gavà i Constitució, seguia el traçat de la Via Augusta romana que unia Hispania amb la resta del món romà. El tram de Constitució connecta amb l'antiga carretera de Santa Eulàlia, a l'Hospitalet.

### El Canal de la Infanta
La construcció del Canal de la Infanta el 1820 (inaugurat el 1819 fins a l'Hospitalet) va ajudar a la recuperació econòmica de la Bordeta, com que va afavorir l'agricultura. El barri havia perdut importància a favor de Sants, gràcies a la construcció del pont de Molins de Rei (Segle XVII) i la carretera de Sants.

### Les masies
A mitjan segle xix el barri era format per diverses masies: Can Sala, Can Valent Petit, Can Massagué, Can Poch, Can Paperina, Can Pessetes i Can Bruixa, entre d'altres.

### El naixement d'Hostafrancs i la industrialització del barri
Amb la formació del barri d'Hostafrancs, la Bordeta comença a transformar-se d'agrícola a barri industrial, un procés que culminarà el 1880 amb la construcció de la fàbrica tèxtil de Can Batlló. Altres indústries destacades van ser el Molí de la bordeta, la pelleria Gatius, la Cooperativa Vidriera, la Companyia Fabril d'Olis Vegetals, els tallers de la Hispano-Suïssa d'Automòbils i la fàbrica de motos OSSA (abans Fábrica Nacional de Automóviles de la marca Nacional Pescara) al carrer Badal, edifici que després va esdevenir la Citroën. Junt amb Sants i Hostafrancs, la Bordeta esdevingué un dels nuclis fabrils més importants de Barcelona.

### Les estacions de Magòria i de la Bordeta

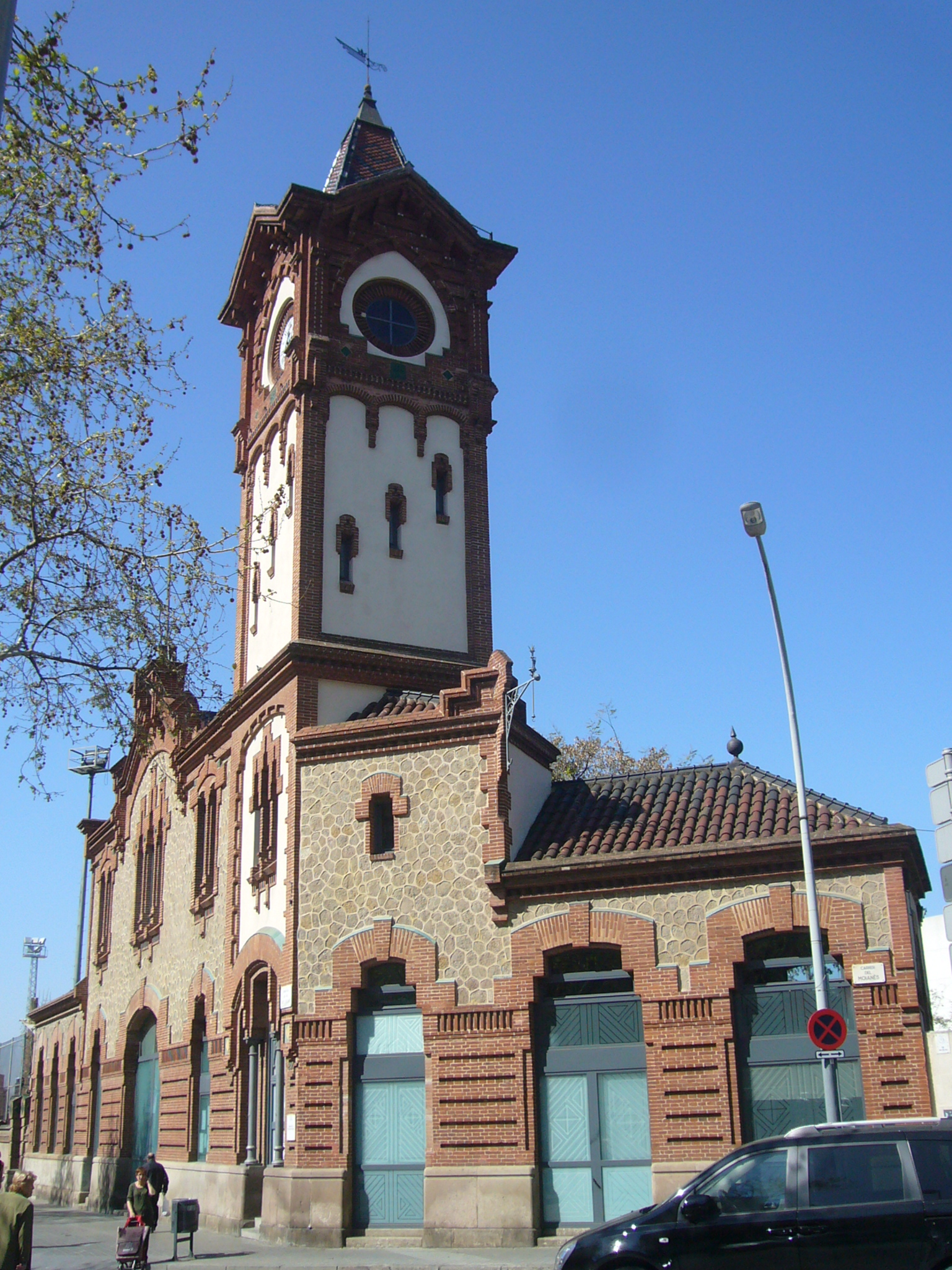
Estació de la Magòria 05

La inauguració, el 1912, de l'estació de tren de Magòria, dels Ferrocarrils Catalans, incrementa l'activitat del barri. Actualment l'estació Estació de Magòria - la Campana, soterrada, substitueix l'antiga estació a l'aire lliure. El 10 de juny de 1926 l'obertura del tram Catalunya-Bordeta del Metro Transversal duu un nou transport al barri.

### El refugi antiaeri del carrer Toledo[7][8]
Durant unes obres al clavegueram del passatge Toledo es va descobrir un refugi antiaeri de la Guerra Civil que ocupava bona part del carrer Toledo i part del passatge del mateix nom.
La primera prova documental de l'existència del refugi prové del Servei de Paviments de l'Agrupació de Vialitat que informava a Foment d'Obres i Construccions S.A., el 27 d'octubre del 1936, de la construcció del refugi número 877.
Encara hi ha tres pous de claveguera pels quals s'hi pot accedir, a més de cinc pous de ventilació, quatre accessos originals (portes tapiades), sis latrines, catorze pintades, sis suports per a cartells i les empremtes en forma d'argamassa per a subjectar els bancs que hi havia instal·lats.
Dels informes realitzats pel règim franquista a partir de febrer de 1939, no hi ha documentació sobre el seu cobriment. Això, possiblement, implica una posterior utilització del refugi com claveguera, com que no disposava de sortides, segurament es va utilitzar com a fossa sèptica.
Prop d'aquest refugi se n'han trobat d'altres: el número 33 del carrer Jocs Florals 158, el número 397 del carrer Noguera Pallaresa, Sagunt, Jocs Florals i Olzinelles, el número 16 del carrer Constitució 39 i el número 860 del carrer Constitució 120.

### El Cinturó de Ronda

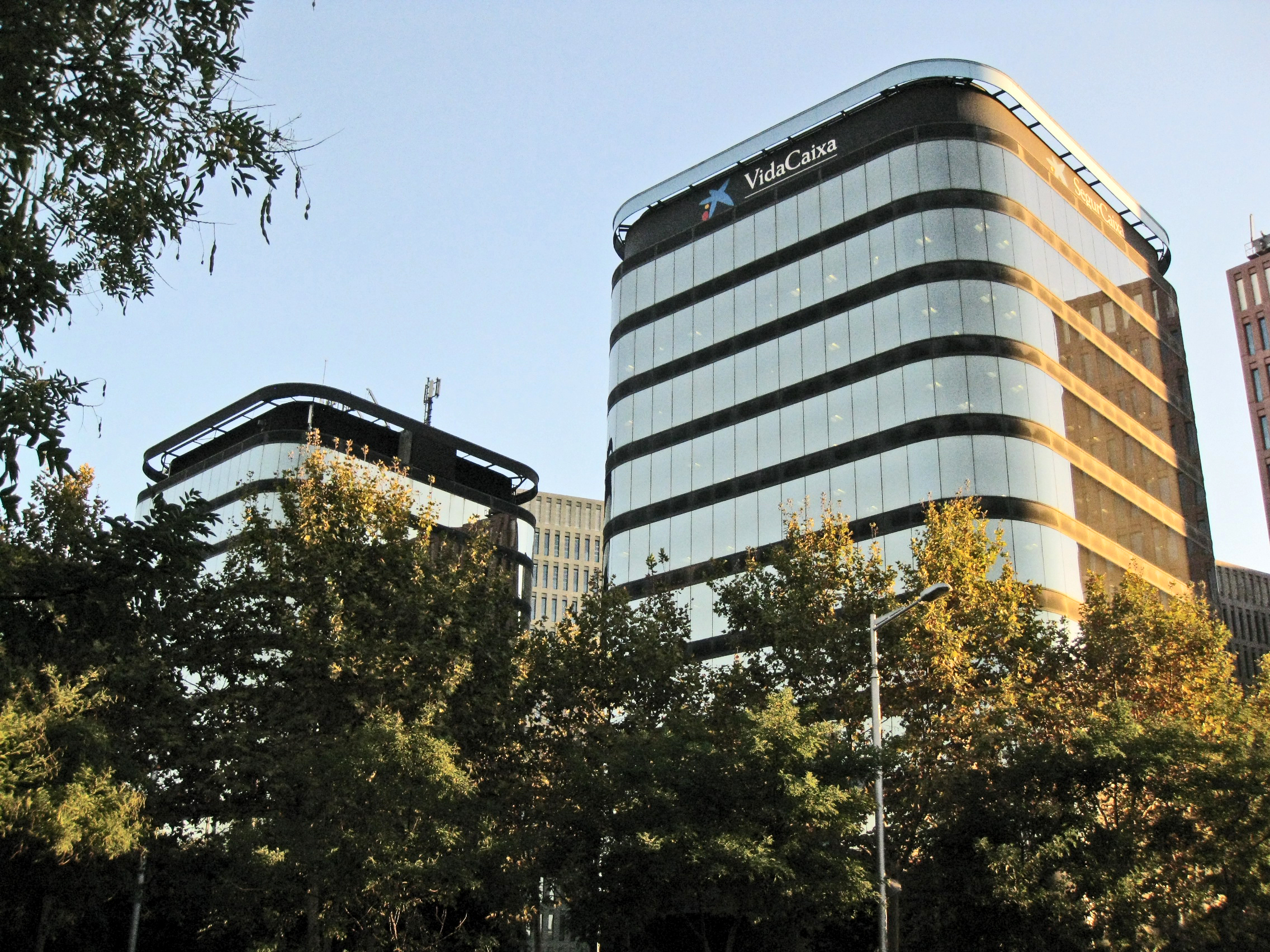
Torres Cerdà, VidaCaixa, a la plaça Cerdà

El 1969 s'aprova la construcció del Primer Cinturó o Cinturó de Ronda (avui anomenat Ronda del Mig), entre les places Cerdà i Lesseps. El projecte es basa en el projecte de 1903 de León Jaussely, guanyador d'un concurs organitzat per l'Ajuntament de Barcelona. L'alcade Porcioles inaugurarà l'obra per trams, el 1971 l'«escalèxtric» de la plaça Cerdà i el 1972 la carretera.

### ElCalaix
El soterrament de les vies de tren era una antiga reclamació veïnal. El 2012 es van cobrir amb un calaix que les aïllava de l'entorn, conegut entre el veïnat de Sants com El Calaix de la Vergonya, però que encara dificultava el trànsit veïnal. Amb aquesta segona fase d'enjardinament efectuada el 2016 s'ha donat per conclòs el vell projecte que demandaven els veïns —tot i que la cobertura no era la idea original, sinó el soterrament.
El nom de rambla de Sants va ser escollit igualment pels veïns en un procés consultiu. Considerats com la «primera rambla aèria de Barcelona», els jardins es troben a una altura d'entre 6 i 14 metres sobre el nivell del carrer. Això ha generat algunes crítiques per la proximitat a alguns dels immobles limítrofs, els veïns dels quals han denunciat un pèrdua d'intimitat.

### La Ciutat de la Justícia

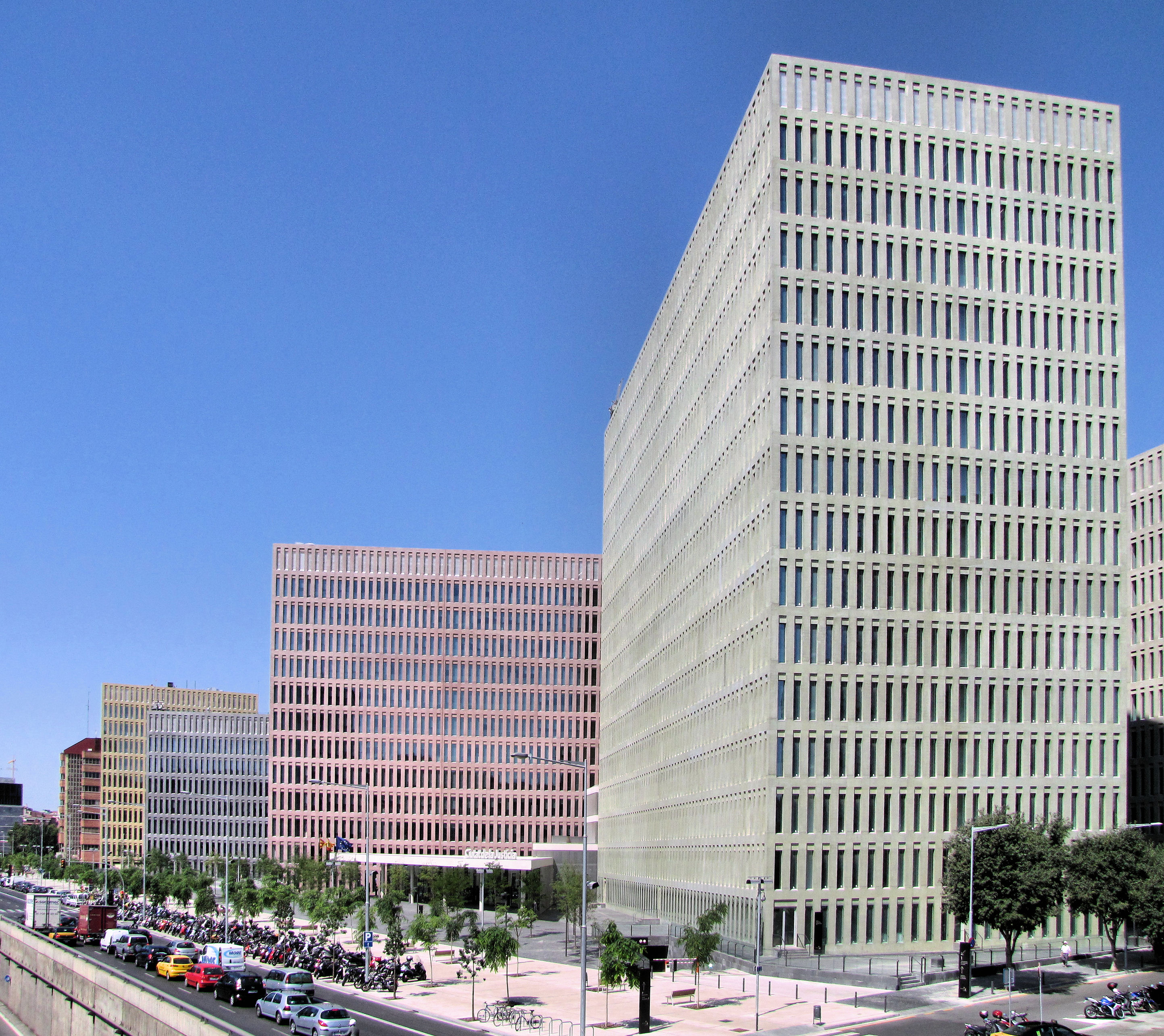
Ciutat de la Justícia

La Ciutat de la Justícia, un complex d'edificis que agrupa tots els partits judicials de l'Hospitalet i bona part dels de Barcelona, és a cavall entre els termes municipals de Barcelona (La Bordeta) i de l'Hospitalet del Llobregat. Les instal·lacions són al costat de la Plaça d'Ildefons Cerdà, entre la Gran Via de les Corts Catalanes, el carrer de Juan Gris, l'avinguda del Carrilet i el carrer de l'Aprestadora. L'adreça dels jutjats de Barcelona és Gran Via número 111 i la dels de l'Hospitalet és Avinguda del Carrilet número 2. El complex es va construir en el solar que ocupava l'antiga caserna de Lepant.
Les obres de construcció van començar el 2003 i el conjunt es va inaugurar oficialment sis anys després, el 9 de maig del 2009. El polític responsable, Salvador Illa va ser destituït per la Generalitat per haver enflat en 52% el cost del projecte.

## Espais referencials
Un dels espais més característics del barri és el conjunt industrial de Can Batlló. Establert en el darrer quart del segle xix, va ser la seu de la fàbrica tèxtil de Can Mangala fins que va ser transformat, a partir de 1964, en un peculiar model d'agrupació de petites i mitjanes indústries i tallers en un espai comú.

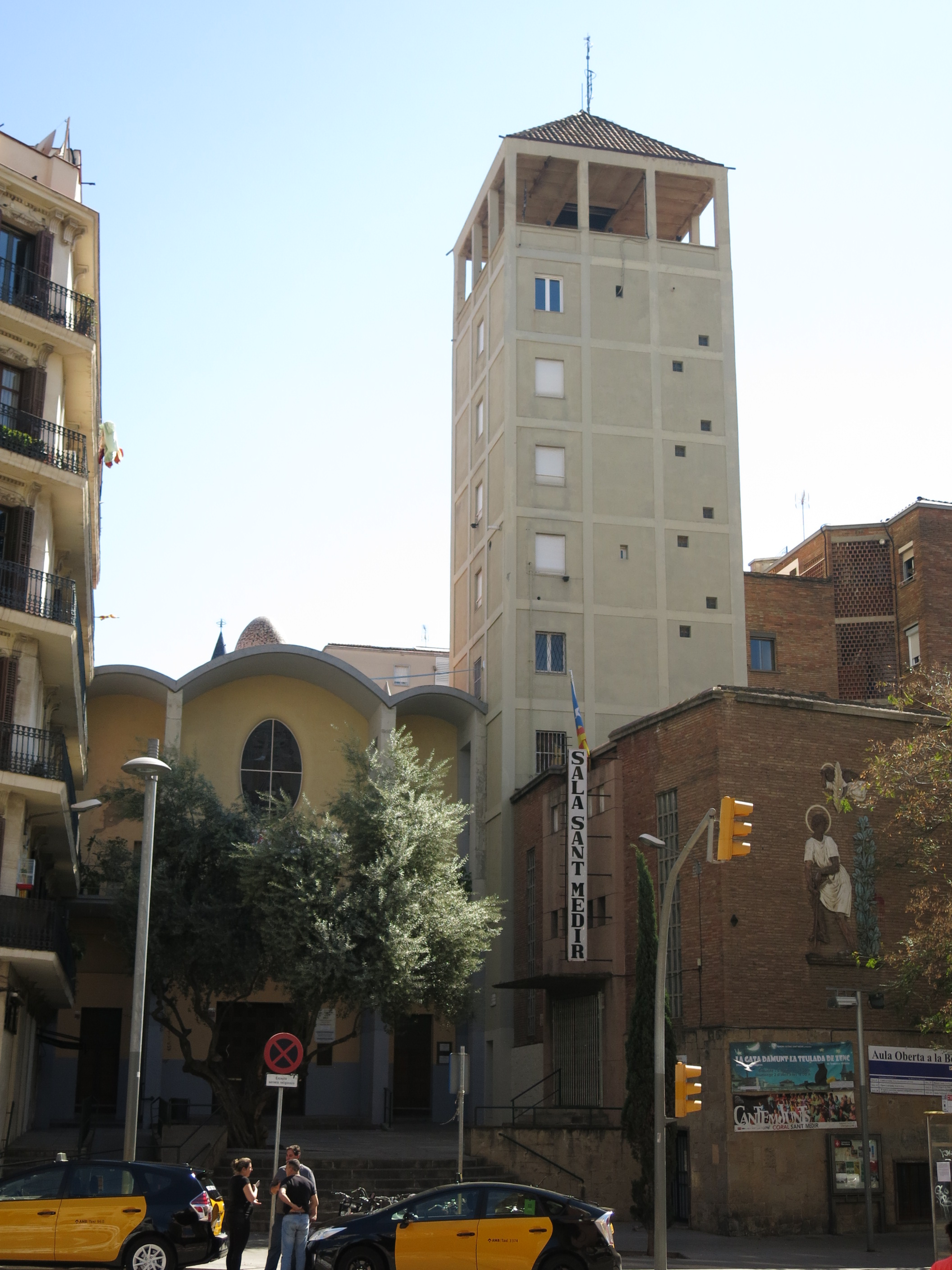
Parròquia de Sant Medir

La Parròquia de Sant Medir, construïda l'any 1949 al costat de Can Batlló, ha estat des d'aquella data un dels principals centres d'activitat social i cultural del barri. Es va convertir en un pol dinamitzador polític i social amb projecció fins a Sants, Hostafrancs i d'altres barris del districte, així com en un dels bressols de la política clandestina de la ciutat i del país durant la postguerra i en les acaballes del franquisme. Una mostra més del vessant social impulsat des de la parròquia va ser la constitució d'una cooperativa per a la construcció d'edificis per a habitatges socials, inaugurades l'any 1957. Quant a l'activitat de la parròquia en l'àmbit cultural, cal destacar la concessió anual del Premi Amadeu Oller de poesia, per a poetes inèdits, des de l'any 1965 fins al present.

## Entitats
El barri compta amb diverses entitats veïnals, culturals, esportives, etc., que estan integrades en el Secretariat d'Entitats de Sants, Hostafrancs i la Bordeta. Entre les entitats de més llarga trajectòria, hi ha les següents:
- Societat Coral La Floresta, fundada el 1878.
- Coral Sant Medir, amb inicis als anys 50 i refundada el 1978.[21][22]
- Escola Proa, fundada el 1966,[23][24] en ple franquisme, per un grup de pares i mares del barri, com a escola catalana i alternativa a l'ensenyament oficial de l'època i amb voluntat d'enllaçar amb la pedagogia catalana anterior a la guerra[23][25][26] i que es va instal·lar a l'edifici de la Fundació Garcia Fossas.[24]
- Aula Oberta a la Bordeta,[27] fundada l'any 1989,[28][29] que ofereix activitats culturals (cursos, conferències, visites culturals, ...) destinades preferentment a la gent gran del barri.[28]

## Transport públic
Des de la desaparició de la parada de Bordeta el 1983 (Línia 1), el barri es va quedar sense parada de metro, actualment les estacions més properes són les de Santa Eulàlia i de Mercat Nou. Si es finalitzen les obres de la Línia 10 amb el recorregut previst, el barri comptarà amb una nova parada de metro (tècnicament dins del terme municipal de L'Hospitalet) anomenada "Ciutat de la Justícia".
El barri té una parada dels ferrocarrils catalans, l'estació de Magòria-La Campana i també compta amb la proximitat de l'estació d'Ildefons Cerdà (L'Hospitalet), prop de la plaça Cerdà.
També té diverses parades de la xarxa d'autobusos urbans i interurbans que circulen pels seus carrers: la línia V3 (de la noxa Xarxa ortogonal d'autobusos de Barcelona), que substitueix la línia 72, la 91, popularment coneguda com "la Monyos" (en referència al personatge històric de La Monyos, que feia aproximadament el mateix recorregut que l'autobús), la 115, que pertany a la xarxa Bus del Barri, la majoria de les línies que circulen per la Gran Via (entre la plaça d'Espanya i la plaça Cerdà), i diversos autobusos nocturns (N1, N13, N15, N17 i N18)